# Vương Hằng
Vương Hằng giản thể: 王恒; phồn thể: 王恆) là thành viên của gia tộc họ Tử, là vị thủ lĩnh đời thứ 8 của nước Thương thời nhà Hạ. Theo Giáp cốt văn thì ông là con thứ của Minh, là em của Vương Hợi và là chú của Thượng Giáp Vi.

## Khiếm khuyết tư liệu trong sử sách
Trong lịch sử thì vai trò của Vương Hằng không được đề cập tới nhiều bởi vì ông chỉ đảm nhiệm chức thủ lĩnh lâm thời trong giai đoạn kháng chiến chống quân Hữu Dịch xâm lăng của nước Thương. Sử Ký Tư Mã Thiên không nhắc đến nhân vật này, mãi đến khi người ta khai quật được văn tự Giáp Cốt thì mới biết đến vị trí của ông trên vũ đài chính trị. Thời điểm ấy vua nước Thương là Vương Hợi bị thủ lĩnh Miên Thần của nước Hữu Dịch lân bang giết chết, con Vương Hợi là Thượng Giáp Vi còn nhỏ được ông dẫn đi chạy trốn trong rừng sâu tổ chức chiến tranh du kích nhằm kháng cự lâu dài với kẻ thù. Chẳng rõ cuộc chiến tranh này kéo dài bao nhiêu năm không thấy thư tịch nào nói chi tiết, nhưng sau khi đánh bại được Miên Thần thì ông trao lại ngôi vị cho Thượng Giáp Vi rồi lui về an dưỡng.
Sử sách không thấy quyển nào ghi chép về năm sinh năm mất và gia đình cùng hậu duệ của Vương Hằng là những ai, cũng không có tài liệu nào nhắc đến hành trạng của ông trước và sau khi đảm nhiệm thủ lĩnh lâm thời tộc Thương.